# 愛·作戰
《愛·作戰》是2004年的香港動作電影，由陳奕迅、周勵淇、王志文、秦海璐、黃浩然及關智斌主演。
根據《電影檢查條例》，本片列為青少年及兒童不宜（IIB）。

## 劇情
護士家銳和靖儂拍拖，期間爭執不斷永無寧日。他們決定去歐洲旅遊增進感情，出門那天，家銳卻發現自己的車不翼而飛。二人在停車場吵了起來，靖儂一氣之下提出分手，家銳也盛怒離去。
家銳在不遠的街口處發現失車，卻被車上的劫匪華哥劫持當司機，逃離警察的追捕，並且幫華哥的兄弟包紮療傷。
靖儂終於發現家銳被匪徒劫持，去報警卻不受理，決定以自己的方式去拯救男友。而家銳也想盡辦法，免得連累女友遭受匪徒傷害...

## 演員
- 陳奕迅 飾 家銳
- 周勵淇 飾 靖儂
- 王志文 飾 華頭
- 秦海璐 飾 華嫂
- 黃浩然 飾 秋秋
- 關智斌 飾 志球
- 吳嘉龍 飾 Nic

## 外部連結
- 香港影庫上《愛·作戰》的資料（繁體中文）
- 開眼電影網上《愛·作戰》的資料（繁體中文）
- 时光网上《愛·作戰》的資料（简体中文）
- 豆瓣电影上《愛·作戰》的資料 （简体中文）
- 爛番茄上《愛·作戰》的資料（英文）
- AllMovie上《愛·作戰》的资料（英文）
- 互联网电影数据库（IMDb）上《愛·作戰》的资料（英文）
- 愛作戰（電影介紹） （页面存档备份，存于）
- Cinespot 動 映 地 帶：愛 。 作 戰 （页面存档备份，存于）